# Överlåtelsebesiktning
Överlåtelsebesiktning görs vid överlåtelse av fastighet. Som köpare har man en omfattande och lagstadgad undersökningsplikt enligt jordabalken kapitel 4 §19 , den är större än säljarens skyldighet att upplysa om fel. Kortfattat så betyder det att man inte kan hävda fel efter köpet som går att upptäcka vid en okulär besiktning.
Även säljaren kan göra en överlåtelsebesiktning för att ge köparen information om fastigheten före köp.  
Överlåtelsebesiktning utförs normalt för att hjälpa husköparen i dennes undersökningsplikt vad gäller undersökning av exempelvis lägenheten, villan eller fritidshuset. Överlåtelsebesiktningen ersätter normalt inte köparens undersökningsansvar utan ska ses som just extra beslutsstöd. Undersökningsplikten förblir normalt alltid hos husköparen, varför husköparen bör vara insatt i samtlig besiktning och undersökning av bostaden, samt själv medverka vid besiktningar.  
En överlåtelsebesiktning innefattar oftast byggnader inkluderande samtliga förekommande utvändiga och allmänna delar såsom: tak, fasader och fönster m.fl. Inre utrymmen (t.ex. grundläggning, vind och ev. garage); Installations- och driftutrymmen m.fl. Andra utrymmen där fastighetsägare har underhållsansvar; utvändiga delar (t.ex. markytor och parkeringsplatser) Installationer för värme, vatten, avlopp, el etc. bedöms okulärt och genom historik. Instrument för fuktindikering/mätning i våta utrymmen.  
Normalt sett tar besiktningsföretaget ansvar för besiktningen i två till tre år. I anslutning till besiktningen så bör all viktig information så som detta noteras ned i besiktningsprotokollet för att påvisa vad för bestämmelser som gäller.
En överlåtelsebesiktning är i grunden en okulär besiktning men olika tilläggsuppdrag kan utföras i samband med besiktningen. Normalt sett gör man en så kallad utökad överlåtelsebesiktning där besiktningsmannen först okulärt inspekterar fastigheten, därefter tittar man på riskkonstruktioner och slutligen avlägger besiktningsmannen en samlad riskbedömning, samt vad eventuella problem kan kosta köparen att åtgärda.